# DRU

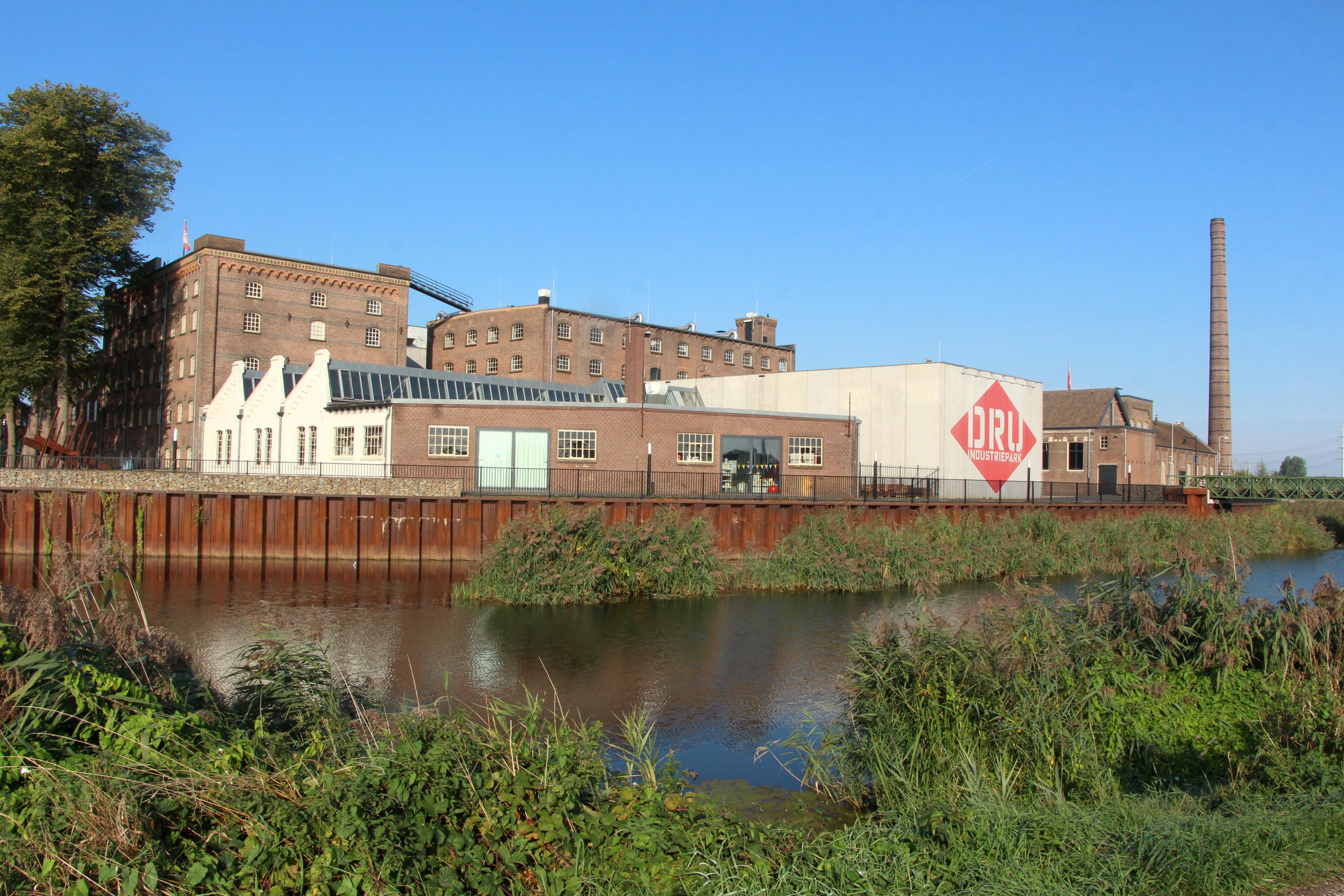
DRU Industriepark in Ulft: de achterkant van het Portiersgebouw met de bibliotheek en de theaterzaal, aan de Oude IJssel

DRU (voluit 'Diepenbrock en Reigers Ulft') is een ijzerproducerend en - verwerkend bedrijf opgericht in 1754 te Ulft (Gelderland). Het is een van de oudste industriële bedrijven van Nederland. De gieterij in Ulft werd in 1973 gesloten en in 2003 verhuisden de resterende onderdelen van het bedrijf naar Duiven.

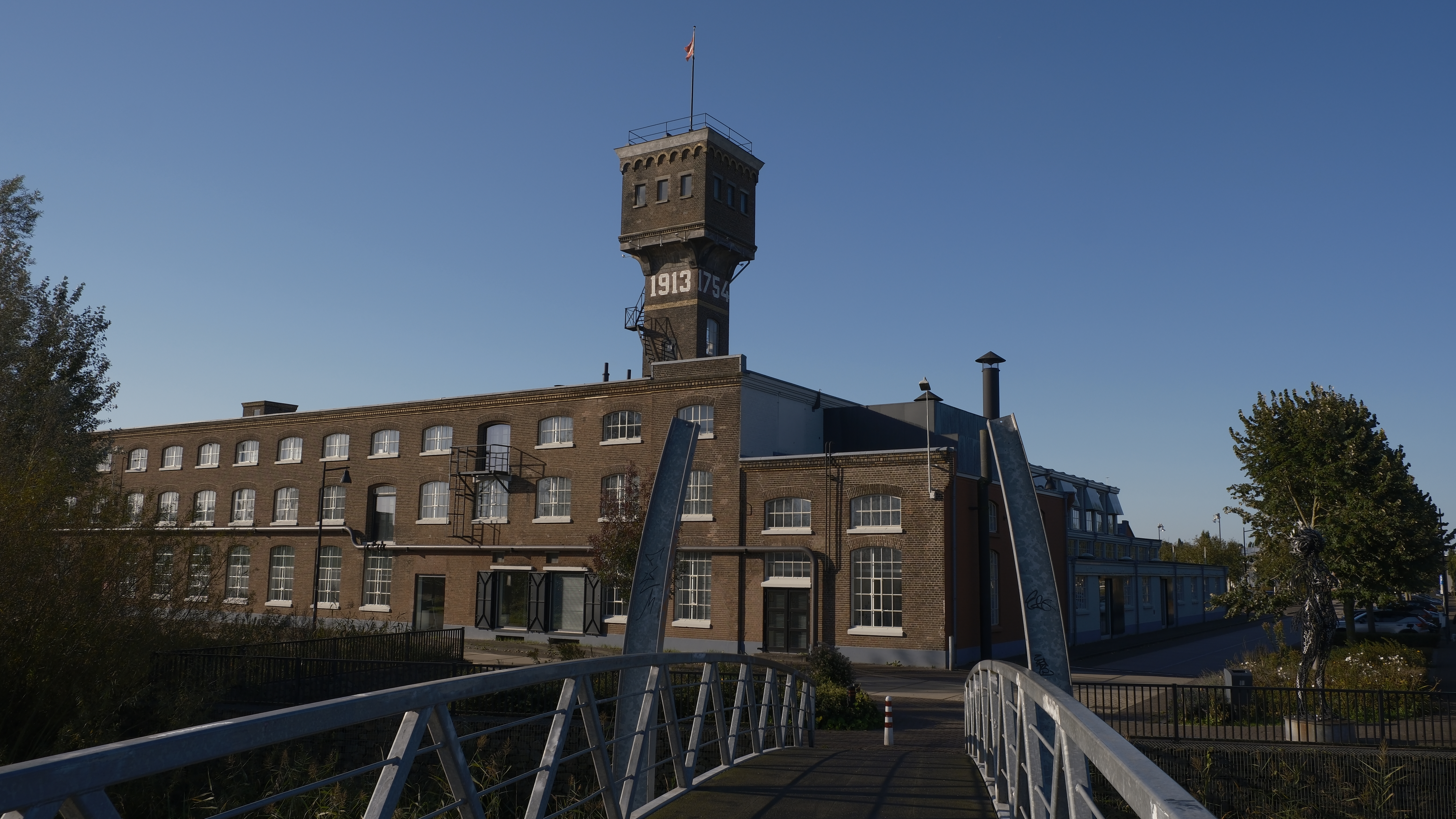
De karakteristieke toren van het Beltman-complex

In 2009 is in Ulft in een van de gebouwen het cultuurcentrum de DRU Cultuurfabriek gevestigd, terwijl een deel van de verdere fabrieksbebouwing een diverse herbestemming heeft gekregen. Het gehele complex maakt tegenwoordig de DRU Industriepark uit. Het huidige bedrijf DRU is niet meer verbonden aan dit terrein in Ulft.

## Geschiedenis

### De beginjaren
Op 17 mei 1754 sloten de heren Bögel, Henning, graaf Van den Bergh en zijn raadsheer Roukens een overeenkomst tot het oprichten van een ijzerhut. Het zou een van de eerste hoogovens van Nederland worden. Het ging jarenlang niet zo best met deze ijzerhut totdat in 1774 Bernard Joseph Diepenbrock en zijn neven Theodor Johannes en Bernard Johann Reigers ten tonele verschenen. Zij kwamen uit Bocholt waar hun families groot aanzien genoten. Omdat zij al een ijzerhut bezaten in Liedern bij Bocholt hadden zij ervaring met de hoogoventechniek. Het drietal tekende een pachtcontract en begon te investeren in de hut. Het ging beter met het bedrijf en na diverse pachtcontracten werden, in 1831, de families Diepenbrock en Reigers volledig eigenaren van de Ulftse hut. Daarmee was ook de naam DRU geboren (Diepenbrock en Reigers te Ulft).
DRU produceerde inmiddels van alles wat uit gietijzer kon worden gemaakt, van paraplustandaards tot grafkruizen en van pannen tot kachels. Vanaf circa 1860 wordt de DRU van een traditioneel hoogovenbedrijf een moderne ijzergieterij, met een eigen afwerkingsafdeling ( circa 1885 emailleerderij) en eigen eindproducten (badkuipenfabriek 1918).  In 1919 volgt de omzetting in een (besloten) nv. In 1928 telt de onderneming 600 arbeiders, van wie 350 in de gieterij, 150 in de emaile-afdeling en 100 in de badkuipenfabriek.

### Een Gouden 20e eeuw

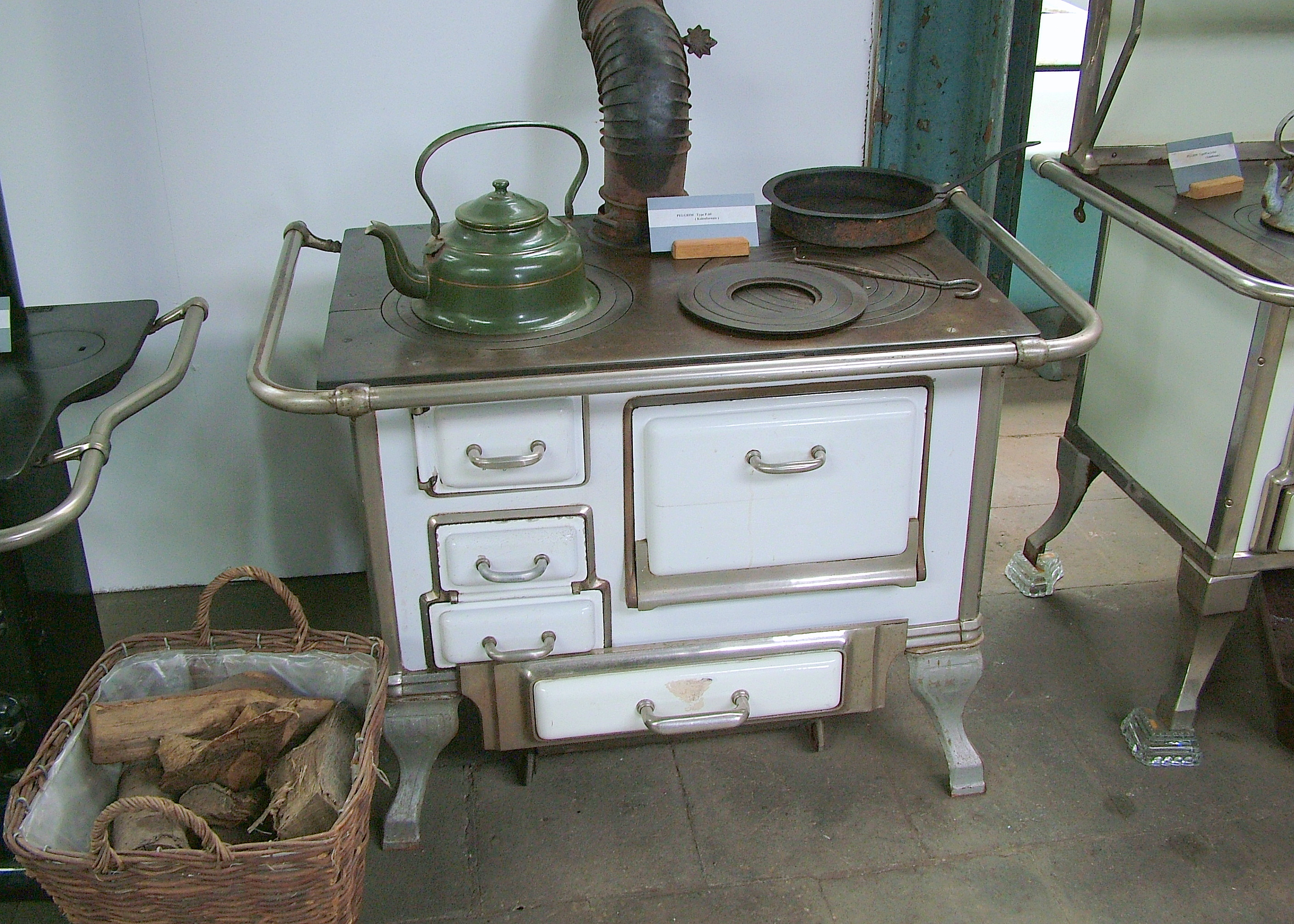
Kolenfornuis

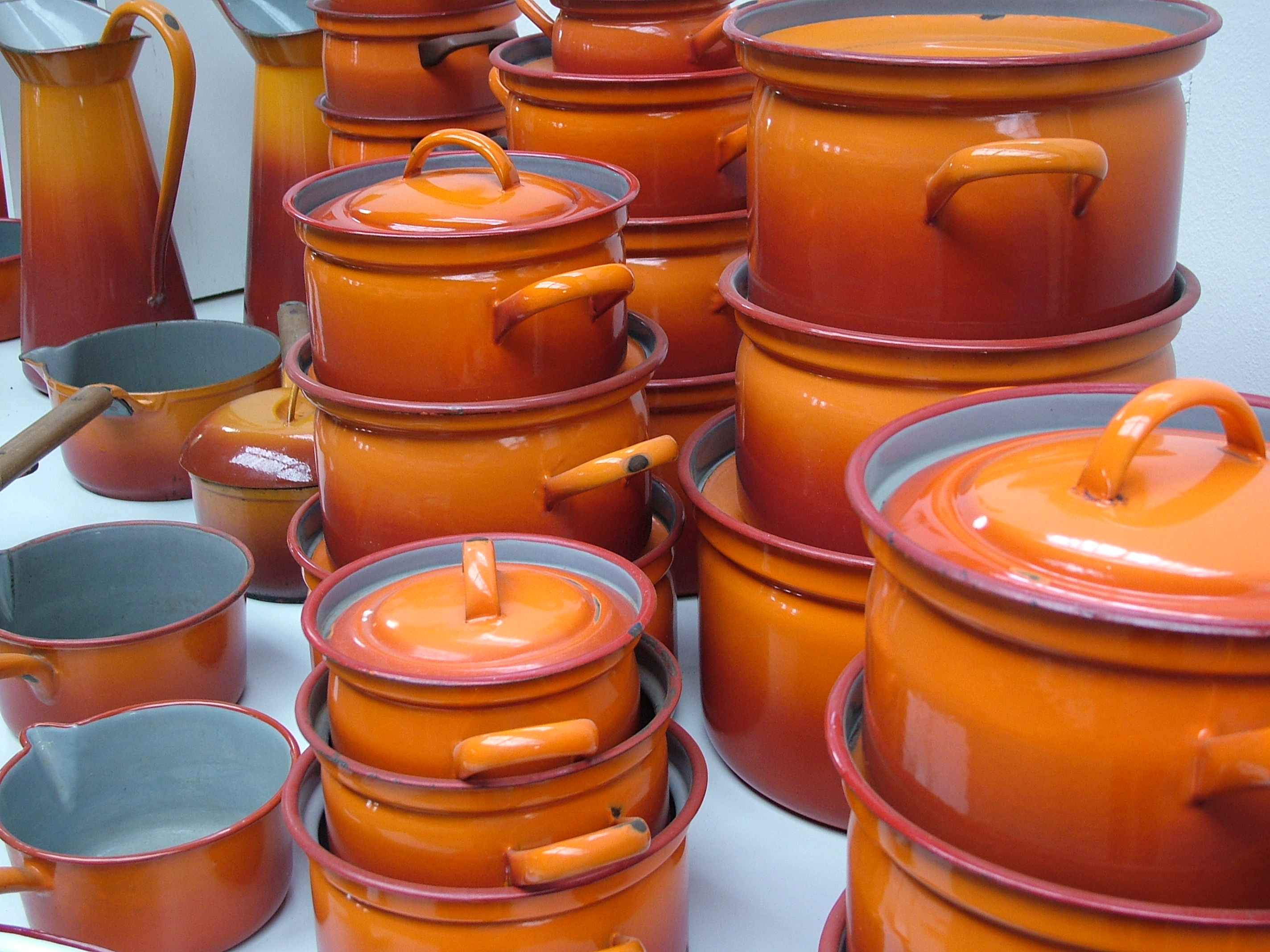
Geëmailleerde pannen

In de crisisjaren had ook DRU het moeilijk. Na de Tweede Wereldoorlog brak een periode aan van grote groei. Met name de DRU kachels en haarden werden veel gevraagd en ook de geëmailleerde pannen bereikten een sterrenstatus. In 1948 ging het bedrijf naar de beurs. Er werd een bedrijfsfilm gemaakt genaamd "Symfonie van Vuur en IJzer". De bedrijfsleider van DRU, Anton Tijdink, vertrok en richtte ATAG op.
DRU was toonaangevend als het gaat om werkomstandigheden. Zo werden er huizen voor werknemers gebouwd, was er een bedrijfsschool en een personeelsfonds. Het personeelsfonds was een voorziening waarop werknemers een beroep konden doen voor onvoorziene maar noodzakelijke uitgaven. Dit fonds zou blijven voortbestaan tot 1999.
In de jaren vijftig kwamen ook de gaskachels van DRU op de markt met nieuwe gepatenteerde systemen zoals thermostatische regelingen en gesloten systemen. In 1954 werd het 200-jarig bestaan gevierd en het bedrijf kreeg het predicaat Koninklijk. In 1963 kwam Prinses Beatrix op bezoek. DRU beleefde ongekende omzetgroei in de jaren zestig met een alsmaar toenemende vraag naar gaskachels. Na verzadiging van deze markt en het oprukken van de centrale verwarming waar DRU niet succesvol in investeerde kwam het bedrijf steeds verder in de problemen. Er werd gediversificeerd maar met onvoldoende succes. In 1973 werd de ijzergieterij ontmanteld. DRU werd overgenomen door Internatio-Muller en ging roestvaststalen vloeistoftanks produceren. In 1991 werd het bedrijf wederom verkocht, nu aan de Wolters-Schaberg groep (nu Kendrion). Kendrion deed afstand van het bedrijf in 2002. In dat jaar nam de huidige directie, de heren Gelten en ter Horst het bedrijf over. Het bedrijf verhuisde naar Duiven.

### IJzermuseum
In 1999 verliet DRU haar bedrijfspanden in Ulft. De oudere panden waren niet langer geschikt voor een moderne bedrijfsvoering. Bovendien wilde de gemeente Gendringen het bedrijventerrein graag hebben voor woningbouw. Een aantal DRU-gebouwen is inmiddels industrieel erfgoed. Een van de oorspronkelijke panden herbergde het Nederlands IJzermuseum, waar vrijwel de gehele geschiedenis van DRU is terug te vinden, inclusief alle producten die het bedrijf in meer dan 250 jaar heeft voortgebracht. Inmiddels is de collectie deels opgeborgen, deels zichtbaar in diverse gebouwen van het DRU Industriepark.

## Het huidige bedrijf
In 2002 nam de huidige directie het bedrijf over. Het bedrijf is uitgegroeid tot een moderne multinational, met vestigingen in Nederland, België en Groot-Brittannië. Het huidige DRU maakt nog steeds haarden en kachels en is gevestigd in een pand in Duiven direct aan de A12.